# Litvínov
Litvínov (tyska: Oberleutensdorf) är en stad i nordvästra Tjeckien. Befolkningen uppgick till 24 485 invånare i början av 2016.